# سيلفيا ألبرشت
سيلفيا ألبرشت (بالألمانية: Silvia Albrecht)‏ هي لاعبة كرة الريشة سويسرية، ولدت في 25 فبراير 1971.

## وصلات خارجية
- سيلفيا ألبرشت على موقع BWF.tournamentsoftware.com (الإنجليزية)
- سيلفيا ألبرشت على موقع BWFbadminton.com (الإنجليزية)
- سيلفيا ألبرشت على موقع اللجنة الأولمبية الدولية (الإنجليزية)
- سيلفيا ألبرشت على موقع أوليمبيديا (الإنجليزية)